# Anröchte
Anröchte település Németországban, azon belül Észak-Rajna-Vesztfália tartományban. Lakosainak száma 10 397 fő (2023. december 31.). Anröchte Erwitte, Rüthen és Warstein községekkel határos.

## Népesség
A település népességének változása:
| Lakosok száma | 8695 | 10 317 | 10 275 | 10 203 | 10 359 | 10 397 |
|               | 1975 | 2017   | 2019   | 2021   | 2022   | 2023   |